# Giuseppe Marotta
Giuseppe „Beppe” Marotta (ur. 27 marca 1957 Varese) – włoski działacz piłkarski, od 2010 do 2018 roku pełniący funkcję dyrektora generalnego we włoskim klubie Juventus F.C. W 2014 roku jego nazwisko zostało umieszczone w galerii sław włoskiego futbolu. Od grudnia 2018 dyrektor sportowy włoskiego klubu Inter.

## Początki kariery
W 1978 roku, w wieku 21 lat, Marotta rozpoczął swoją karierę na szczeblu zarządzania, kiedy został mianowany dyrektorem sekcji młodzieżowej klubu Varese. Już rok później awansował na stanowisko dyrektora generalnego tego klubu i w pierwszym sezonie pod jego rządami Varese awansowało do Serie B. Za czasów Marotty, Varese przez pięć lat występowało na zapleczu Serie A, jednak w kolejnych latach spadło o dwie klasy rozgrywkowe niżej i po sezonie 1985/1986 musiało grać w Serie C2.
Po opuszczeniu Varese, Marotta objął stanowisko dyrektora generalnego w Monzy, klubie z Lombardii, występującym wtedy w Serie C1. Podczas jego rządów, klub awansował do Serie B i spędził tam dwa sezony, zanim ponownie spadł do Serie C1. Następnymi etapami w karierze Marotty było Como Calcio i Ravenna, kluby występujące w Serie C1, w których spędził odpowiednio trzy i dwa lata.
W 1995 roku Marotta został zatrudniony przez Maurizio Zampariniego w Venezii, grającej wtedy w Serie B. Dobre zarządzanie klubem zaowocowało awansem do Serie A, pierwszym po ponad 30 latach. Marotta opuścił Venezię po zakończeniu sezonu 1999/2000, kiedy klub spadł ponownie do Serie B. Przez następne dwa sezony Marotta pracował w klubie Serie A Atalanta BC. Nerazzurri zakończyli tamte sezony na odpowiednio 7. i 9. miejscu w tabeli.

## Sampdoria
Po zakończeniu sezonu 2001/2002 Marotta ponownie zmienił klub i został zatrudniony przez nowego właściciela Sampdorii Riccardo Garrone. Włoski przedsiębiorca przejmował będący w ogromnym kryzysie klub z Genui, który miał za sobą najgorszy sezon w historii. Nowy dyrektor generalny powołał na stanowisko trenera Sampdorii Waltera Novellino, którego znał ze wspólnej pracy w Venezii, a także przeprowadził transfery kilku znanych i perspektywicznych zawodników, jak Angelo Palombo, Maurizio Domizzi i Andrea Gasbarroni. Zmiany w klubie zaowocowały zajęciem drugiego miejsca w sezonie 2002/2003 w rozgrywkach Serie B, a co za tym idzie awansem do Serie A. Przed rozpoczęciem nowego sezonu Marotta sprowadził do klubu dwa znane nazwiska, Cristiano Doniego i Francesco Antoniolego, a klub zakończył rozgrywki ligowe na 8. miejscu.
W 2004 roku Marotta objął w Sampdorii dodatkowo stanowisko dyrektora zarządzającego i zatrudnił w klubie Fabio Paraticiego, który został szefem skautingu. Ich współpraca trwa do dziś, a Paratici jest określany jako „prawa ręka” Marotty.
Sezon 2004/2005 Sampdoria zakończyła na 6. miejscu, tracąc zaledwie jeden punkt do eliminacji Ligi Mistrzów. Udało jej się jednak zakwalifikować do Pucharu UEFA i była to pierwsza taka sytuacja w której klub zarządzany przez Marottę grał w europejskich pucharach. W sezonach 2005/2006 i 2006/2007 Sampdoria zajęła odpowiednio 12. i 9. miejsce w rozgrywkach ligowych. Rozczarowanie sezonem 2006/2007 doprowadziło do zwolnienia trenera Waltera Novellino. Na jego miejsce Marotta zatrudnił Waltera Mazzarriego. W letnim oknie transferowym 2007 roku, dyrektor generalny Sampdorii sprowadził na zasadzie wypożyczenia w prawem wykupu kontrowersyjnego włoskiego napastnika Antonio Cassano z Realu Madryt. Następny sezon Sampdoria zakończyła na 6. miejscu i po raz kolejny zakwalifikowała się do eliminacji Pucharu UEFA. Po wykupieniu Cassano z Realu Madryt, Marotta sprowadził za 8 milionów euro z Fiorentiny 24-letniego włoskiego napastnika Giampaolo Pazziniego. Sezon 2008/2009 UC Sampdoria zakończyła na bardzo słabym 13. miejscu i klub nie przedłużył wygasającej umowy z trenerem Mazzarrim. Na nowego szkoleniowca ekipy z Genui Marotta zatrudnił Luigiego Delneriego, który miał za sobą dwa udane sezony w Atalancie BC. W letnim oknie transferowym do Sampdorii przyszło kilku solidnych włoskich zawodników, jak Daniele Mannini, Fernando Tissone, Nicola Pozzi czy Marco Storari. Dzięki udanym ruchom transferowym i 28 bramkom duetu Cassano – Pazzini, prowadzona przez Luigiego Delneriego Sampdoria zajęła czwarte miejsce w Serie A i pierwszy raz od wielu lat awansowała do kwalifikacji Ligi Mistrzów. Tuż przed zakończeniem sezonu 2009/2010 w mediach pojawiły się spekulacje, że zatrudnieniem Marotty zainteresowany jest najbardziej utytułowany włoski klub – Juventus F.C. Właściciel Sampdorii Riccardo Garrone powiedział w jednym w wywiadów, że nie będzie robił przeszkód w odejściu swojego dyrektora generalnego do bardziej prestiżowego klubu.

## Juventus
W maju 2010 roku nowo mianowany prezydent Juventusu Andrea Agnelli zatrudnił Marottę za stanowisku dyrektora generalnego, który objął tę funkcję po Alessio Secco. Marotta podpisał trzyletni kontrakt do czerwca 2013 roku i postanowiono przed nim zadanie odbudowy klubu, który cztery lata po aferze Calciopoli zajął rozczarowujące 7. miejsce w ligowej tabeli. Wraz z Marottą do Juventusu został sprowadzony Luigi Delneri, trener bardzo dobrze spisującej się w sezonie 2009/2010 Sampdorii. Mianowany na następcę Jeana-Claude’a Blanca Marotta, zatrudnił na stanowisku szefa skautów swoją „prawą rękę” Fabio Paraticiego, z którym od 2004 roku współpracował w Sampdorii.
W letnim oknie transferowym 2010 roku, Marotta znacznie przemeblował skład Juventusu sprowadzając do klubu 14 nowych piłkarzy. Najbardziej znanymi zawodnikami, jacy trafili wtedy do drużyny Bianconerich, byli gwiazda CSKA Moskwa Milos Krasić, rozgrywający Liverpoolu Alberto Aquilani i reprezentant Włoch z Udinese Calcio Fabio Quagliarella. Dyrektor generalny Juventusu był krytykowany za kilka nie do końca zrozumiałych posunięć transferowych, jakim było oddanie na wypożyczenie do Parmy utalentowanego wychowanka Starej Damy Sebastiana Giovinco czy sprzedanie za stosunkowo niską kwotę do VFL Wolfsburg Brazylijczyka Diego, który rok wcześniej został kupiony przez Juventus F.C. z Werderu Brema za 25 milionów euro. Sezon 2010/2011 okazał się wielkim rozczarowaniem. Juventus zajął ponownie 7. miejsce w lidze, odpadając z fazie grupowej Ligi Europy. Marco Mottę i sprowadzonego za 12 milionów euro z Ceseny Jorge’a Martineza określono jako największe niewypały transferowe Marotty. Przez zajęcie siódmej lokaty w lidze i awans US Palermo do finału Pucharu Włoch, Juventus nie zakwalifikował się nawet do eliminacji Ligi Europy. Po zakończeniu sezonu z klubu został zwolniony Luigi Delneri, jednak Marotta utrzymał swoje stanowisko.
31 maja 2011 roku dyrektor generalny Juventusu ogłosił, że nowym trenerem został były kapitan Bianconerich Antonio Conte. Wybór Conte spotkał się ze sceptycyzmem ze strony środowiska piłkarskiego. Krytycy zarzucali mu zbyt małe doświadczenie w karierze trenerskiej. Conte nigdy wcześniej nie był opiekunem tak utytułowanego klubu. Luciano Moggi, były dyrektor generalny Juventusu uważał jednak, że objęcie stanowiska szkoleniowca Bianconerich przez Conte to doskonała decyzja.
Zatrudnienie Conte, przeprowadzenie udanego okienka transferowego i otwarcie nowego stadionu Juventusu w 2011 roku określa się jako przełom w powrocie Starej Damy do włoskiej i europejskiej czołówki. Sprowadzeni wtedy przez Marottę zawodnicy okazali się kluczowymi w drodze do odbudowy klubu. Za najlepsze transfery uznano sprowadzonego za darmo z Milanu Andreę Pirlo, jednego z najlepszych pomocników sezonu 2010/2011 Bundesligi Arturo Vidala, czołowego prawego obrońcę Serie A Stephana Lichtsteinera i napastnika AS Romy Mirko Vucinicia. Zmiany w klubie na szczeblu szkoleniowym i kadrowym zaowocowały w sezonie 2011/2012 zdobyciem mistrzostwa Włoch, Superpucharu Włoch i awansem do finału Pucharu Włoch. Juventus F.C. zakończył także sezon ligowy nie doznając ani jednej porażki.
Przed rozpoczęciem sezonu 2012/2013 Marotta wzmocnił drużynę Antonio Conte nowymi zawodnikami, jak Sebastian Giovinco, Kwadwo Asamoah czy Paul Pogba. Za najlepszy ruch transferowy w tamtym mercato określa się sprowadzenie za darmo z Manchesteru United 19-letniego Pogby, którego wartość na rynku w ciągu następnych kilku miesięcy wzrosła kilkukrotnie. Juventus F.C. w tamtym sezonie obronił mistrzostwo Włoch i zakończył swoje zmagania w Lidze Mistrzów na etapie ćwierćfinału.
W letnim okienku transferowym 2013 Marotta sprowadził kilku wartościowych zawodników, którzy z czasem wskoczyli do wyjściowej jedenastki turyńskiej drużyny, jak Fernando Llorente na zasadzie wolnego transferu z Athleticu Bilbao, Carlosa Teveza z Manchesteru City i Angelo Ogbonnę z Torino FC. Sprzedanie do Milanu rezerwowego napastnika Alessandro Matriego za 11 milionów euro komentatorzy określali później jako jeden z najlepszych ruchów na włoskim rynku transferowym ostatnich lat. Juventus F.C. zakończył rozgrywki z dorobkiem 102 punktów, odnosząc 33 zwycięstwa przy ledwie 3 remisach i 2 porażkach. W ten sposób ekipa Antonio Conte poprawiła rekord Realu Madryt (2011/2012) oraz FC Barcelony (2012/2013), które zdobyły po 100 „oczek” w jednym sezonie. W Europie lepszym wynikiem punktowym pochwalić może się tylko Celtic Glasgow, który w rodzimych rozgrywkach w sezonie 2001/2002 zgromadził 103 punkty. Gorzej szło Starej Damej w europejskich pucharach, gdyż odpadli w fazie grupowej Ligi Mistrzów, a w Lidze Europy nie udało im się awansować do finału, który w tamtym sezonie został rozegrany na Juventus Stadium w Turynie.
Latem 2014 roku ze stanowiska trenera Juventusu zrezygnował Antonio Conte, na jego miejsce Marotta zdecydował się zatrudnić pozostającego w tamtej chwili bez pracy Massimiliano Allegriego. Wraz z Allegrim do klubu sprowadzono kilku nowych zawodników, jak Alvaro Morata z Realu Madryt, Patrice Evra z Manchesteru United, Roberto Pereyra z Udinese Calcio czy Kingsley Coman z PSG. Sezon 2014/2015 był dla Juventusu historyczny. Bianconeri zdobyli czwarte mistrzostwo Włoch z rzędu, dziesiąty Puchar Włoch w swojej historii, siódmy Superpuchar Włoch i awansowali do finalu Ligi Mistrzów, w którym przegrali z 1:3 z Barceloną. Awans do finału Ligi Mistrzów był największym sukcesem Juventusu w tych rozgrywkach od 2003 roku. Przed zakończeniem sezonu Marotta przedłużył kontrakt z klubem o kolejne 3 lata.
Po zakończeniu sezonu 2014/2015 z Juventusu odeszło kilku ważnych zawodników, którzy stanowili trzon drużyny. Najgłośniejsze były odejścia Carlosa Teveza, Andrei Pirlo, Arturo Vidala, Fernando Llorente i Kingsleya Comana. Marotta postanowił przeprowadzić rewolucję transferową sprowadzając do klubu wielu nowych piłkarzy, na czele z Mario Mandżukiciem, Samim Khedirą, Paulo Dybalą czy Juanem Cuadrado. Najdroższym transferem okazał się Dybala, sprowadzony z US Palermo za 32 miliony euro + zmienne.